# 星川恵美
星川 恵美（ほしかわ えみ、11月9日 - ）は、日本の女優。兵庫県出身。UNITENS所属。

## 出演

### 映画
- 「ユーズレス～捨てられた人々～」
- 「ぎこちない太陽」
- 「discommunication」
- 「カンヌでえみさんとあいました」
- 「朝、目が覚めたら」
- 「がんトモ」
- 「夏の光、夏の音」
- 「愛梨と唯」
- 「歌声を聴いてほしくて」
- 「同性物語」
- 「ありふれた家」
- 「シナモンの最初の魔法」
- 「feeling to mix」
- 「夕暮れ」

### 舞台
- 「竹取物語～KAGUYA～」
- 「桃太郎戦国外伝」
- 「スタジオパフォーマンスVol.1」
- 「ロミオとジューリエット」
- 「浪花の真田十勇士ここにあり!」